# Dralon
Dralon je obchodní značka polyakrylonitrilových vláken, která vyráběla od roku 1954 německá firma Bayer a od roku 2001 firma Dralon GmbH (pod italským vedením).
Zvlákňování dralonu se provádí za sucha i za mokra. Vlákno se vyrábí (v roce 2014) v jemnostech 1,3 – 17 dtex jako stříž, filament a filamentový kabel ve dvou závodech s celkovou roční kapacitou 188 000 tun  .

## Druhy a použití dralonu
Dralon A - barvitelný kyselými barvivy
Dralon C - s nízkou vznětlivostí
Dralon L a X - kabel ke konvertorování na hladké nebo tvarované příze s použitím na oděvní tkaniny, pleteniny a umělé kožešiny
Dralon K - bikomponentní vlákna